# Décimo cuarto
Décimo cuarto es el noveno álbum de estudio del cantante colombiano Andrés Cepeda.
El álbum se caracteriza por una variedad de ritmos, entre el pop, urbano, tropipop y rock. Asimismo, el álbum se marca como #14 de su trayectoria musical, al cual se lo considera la segunda parte del anterior álbum TRECE. El 24 de mayo de 2023, el álbum fue presentado junto a su sencillo «En otra vida». Se desprenden del mismo, algunos sencillos como: «Lo que se va», «Tu despertador» y «Lo que había olvidado» entre otros.
En este álbum, están incluidas las participaciones de Reik, Gusi, Ximena Sariñana, Greeicy y Joss Favela.

## Lista de canciones
| N.º | Título                               | Duración |  |
| 1.  | «En otra vida»                       | 3:16     |  |
| 2.  | «Le viene bien» (con Greeicy)        | 2:53     |  |
| 3.  | «No sé querer»                       | 3:25     |  |
| 4.  | «Duele» (con Gusi)                   | 3:33     |  |
| 5.  | «Tu despertador» (con Reik)          | 3:18     |  |
| 6.  | «Lo que había olvidado»              | 2:58     |  |
| 7.  | «Si todo se acaba» (con Joss Favela) | 3:55     |  |
| 8.  | «Lo que se va» (con Ximena Sariñana) | 3:28     |  |